# Eumnest
Eumnest (Eumnestus, Εὔμνηστος), fill de Sosicràtides, fou un escultor grec, nascut a Atenes, que va viure al segle i aC i va florir vers l'any 24 aC.